# Adelphi, Ohio
Adelphi là một làng thuộc quận Ross, tiểu bang Ohio, Hoa Kỳ. Năm 2010, dân số của làng này là 380 người.

## Dân số
- Dân số năm 2000: 371 người.
- Dân số năm 2010: 380 người.